# San Mateo (Cansahcab)
San Mateo es una localidad, comisaría del municipio de Cansahcab en el estado de Yucatán localizado en el sureste de México.

## Toponimia
El nombre (San Mateo) hace referencia a Mateo el Evangelista.

## Demografía
Según el censo de 2005 realizado por el INEGI, la población de la localidad era de 9 habitantes.
| 12                          | 21 | ? | ? | 9 |
| (Fuente: INEGI [Consultar]) |    |   |   |   |

## Galería

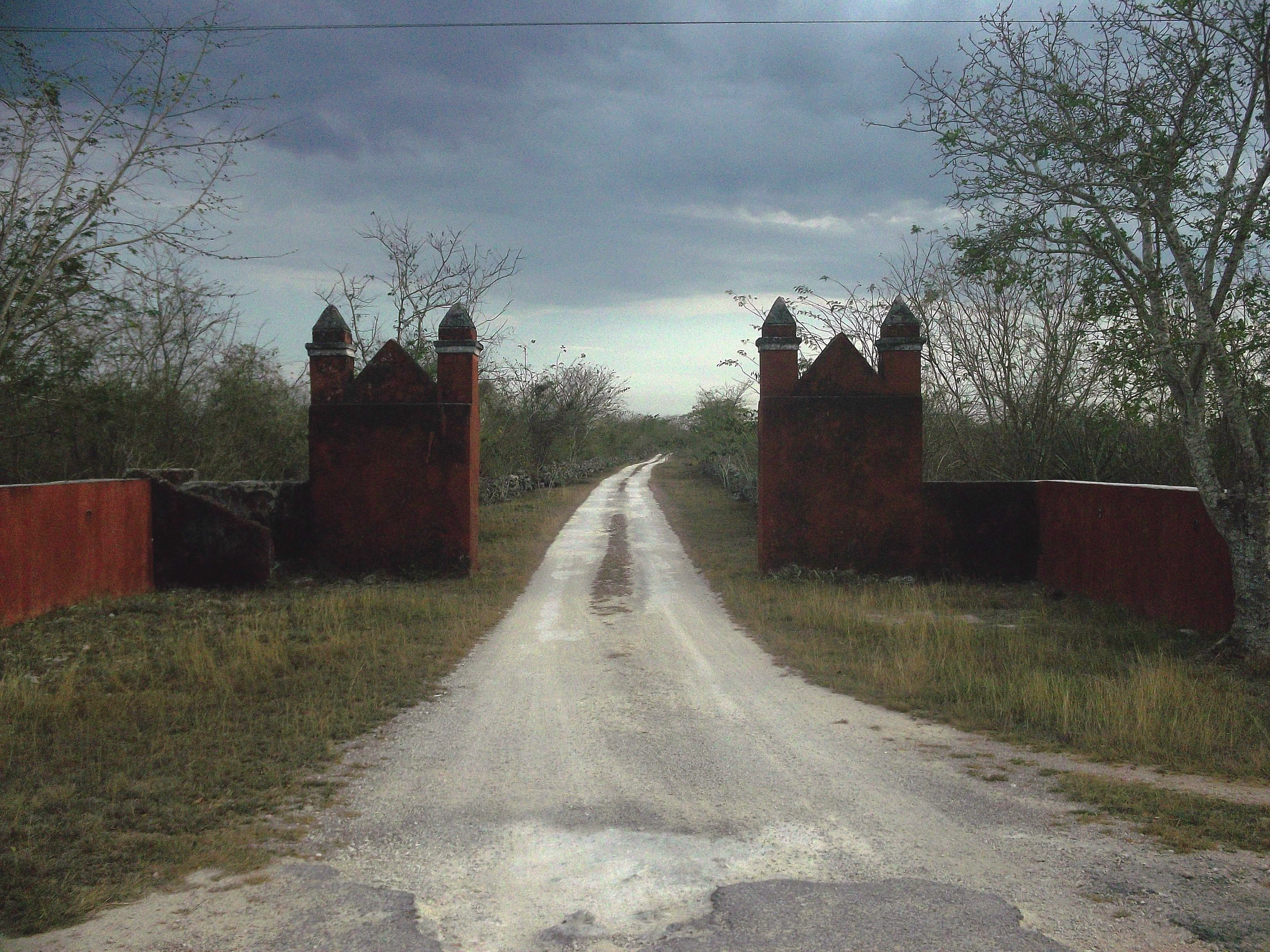
Entrada de San Mateo.
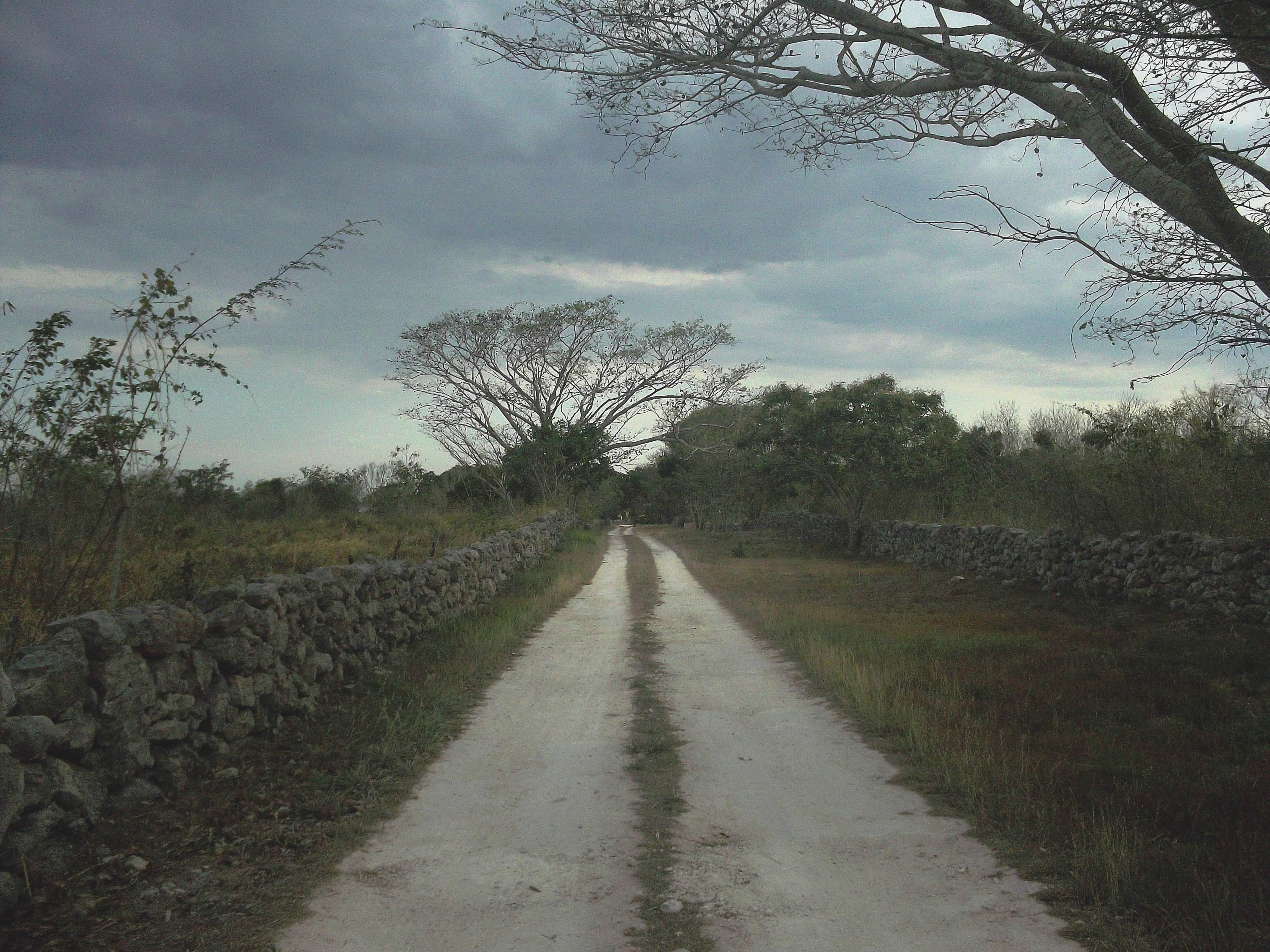
Vista de San Mateo.
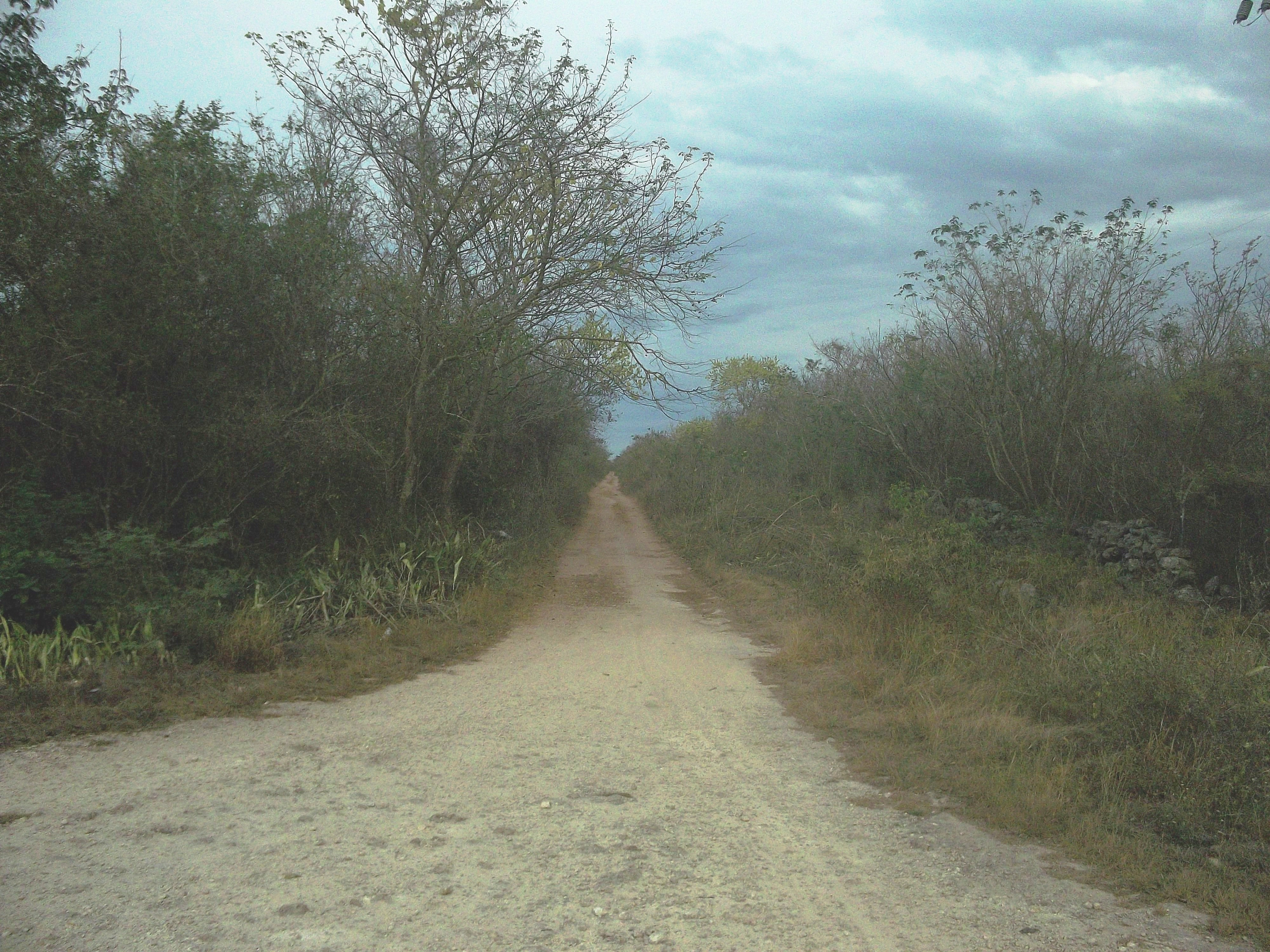
Antigua vía del tren a Chenché de las Torres.
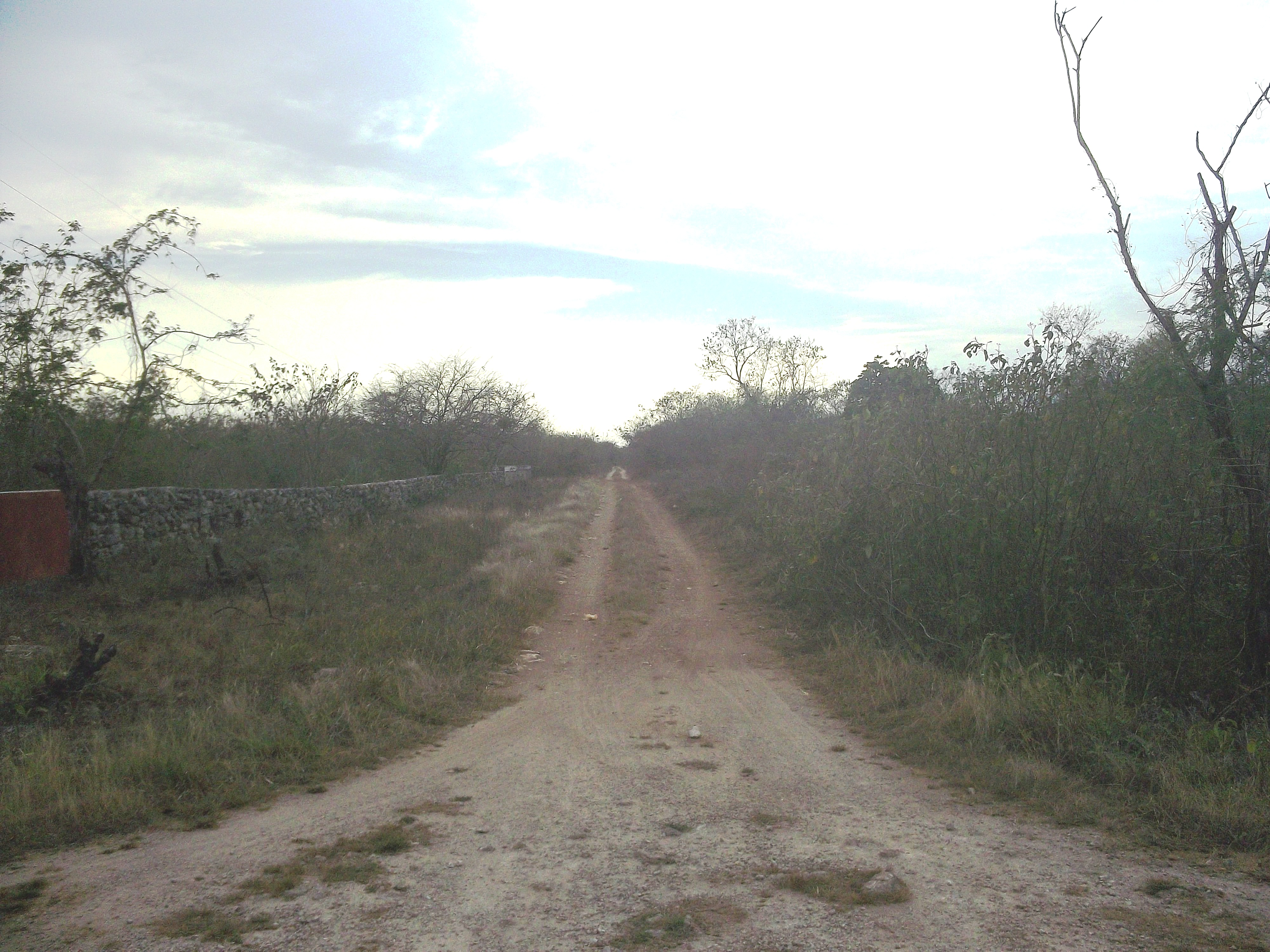
Antigua vía del tren a Cansahcab.